# Toyota AA
A Toyota AA a japán Toyota Motor Corporation gépjárműgyártó vállalat első saját gyártású személyautója. 1936-ban került le az első változata a futószalagról. Összesen 5 típusa van.

## Típusai

### A1 (1935)

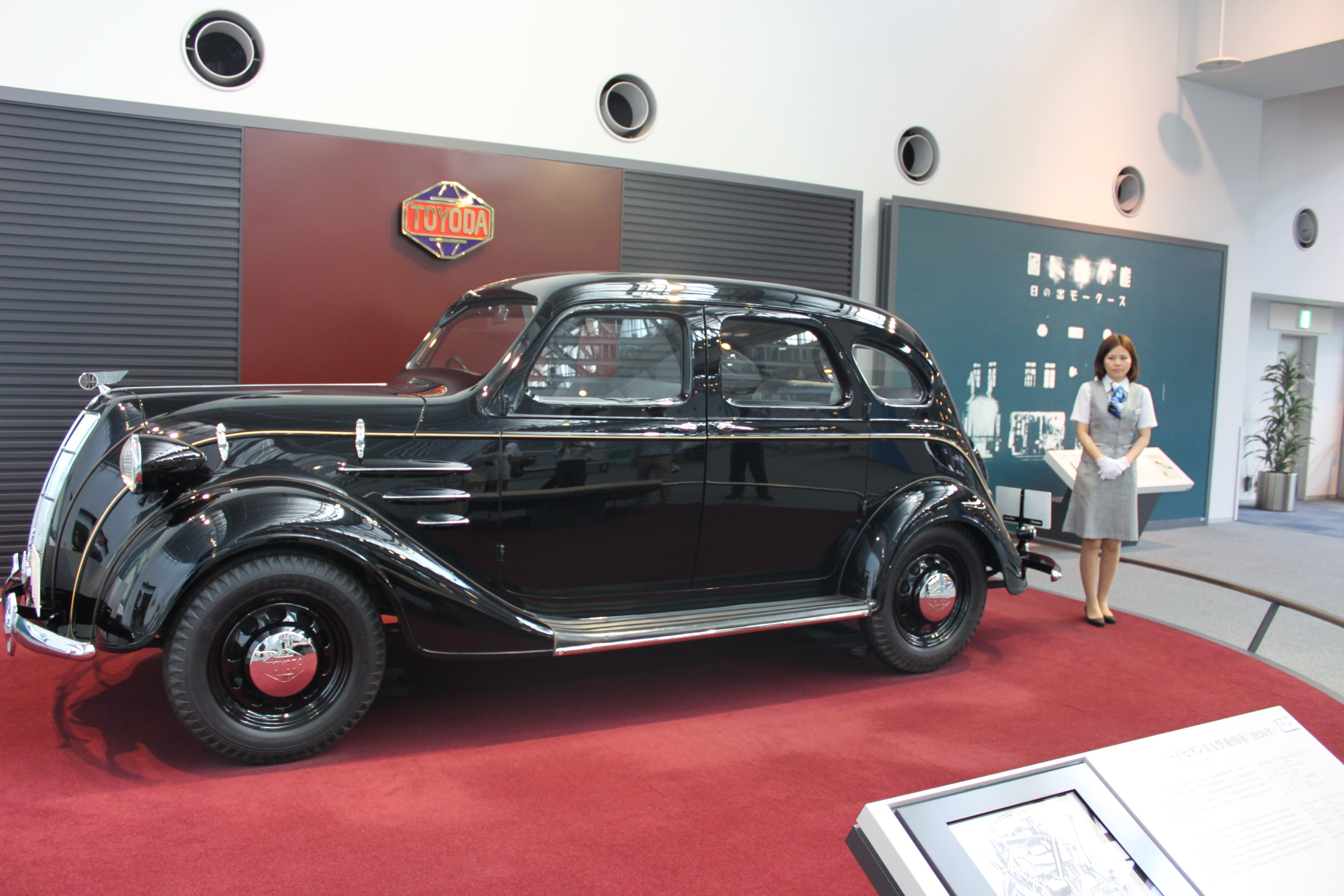
Toyota AA 1935

Az A1 az első típus. A gyár 1935-ben készítette a modelleket.

### AA, AB (1936–1943)

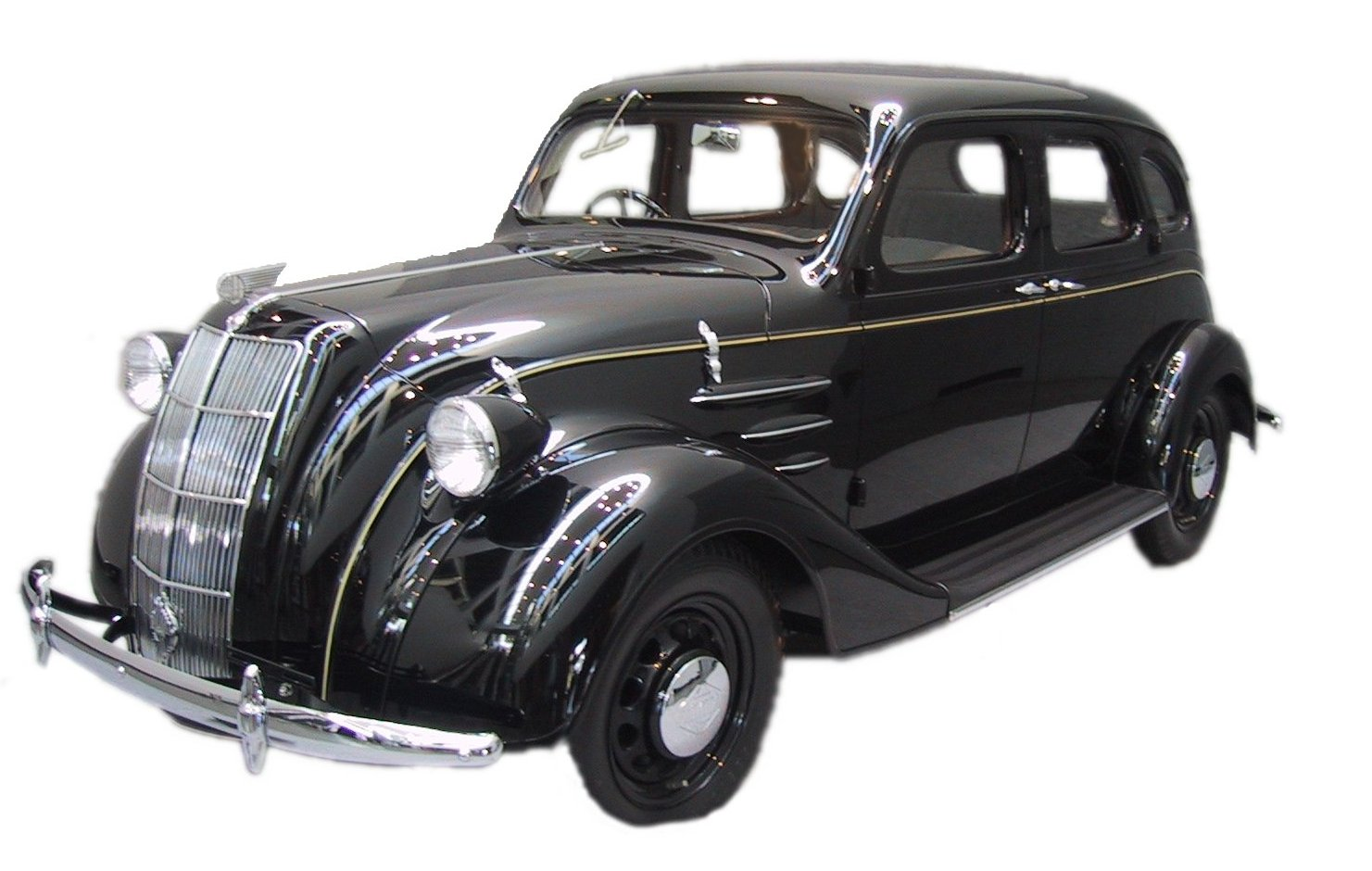
Toyota AA 1936–1943

Az AA/AB a második típus. A gyár 1936-tól 1943-ig készítette a modelleket.

### AC (1943–1948)

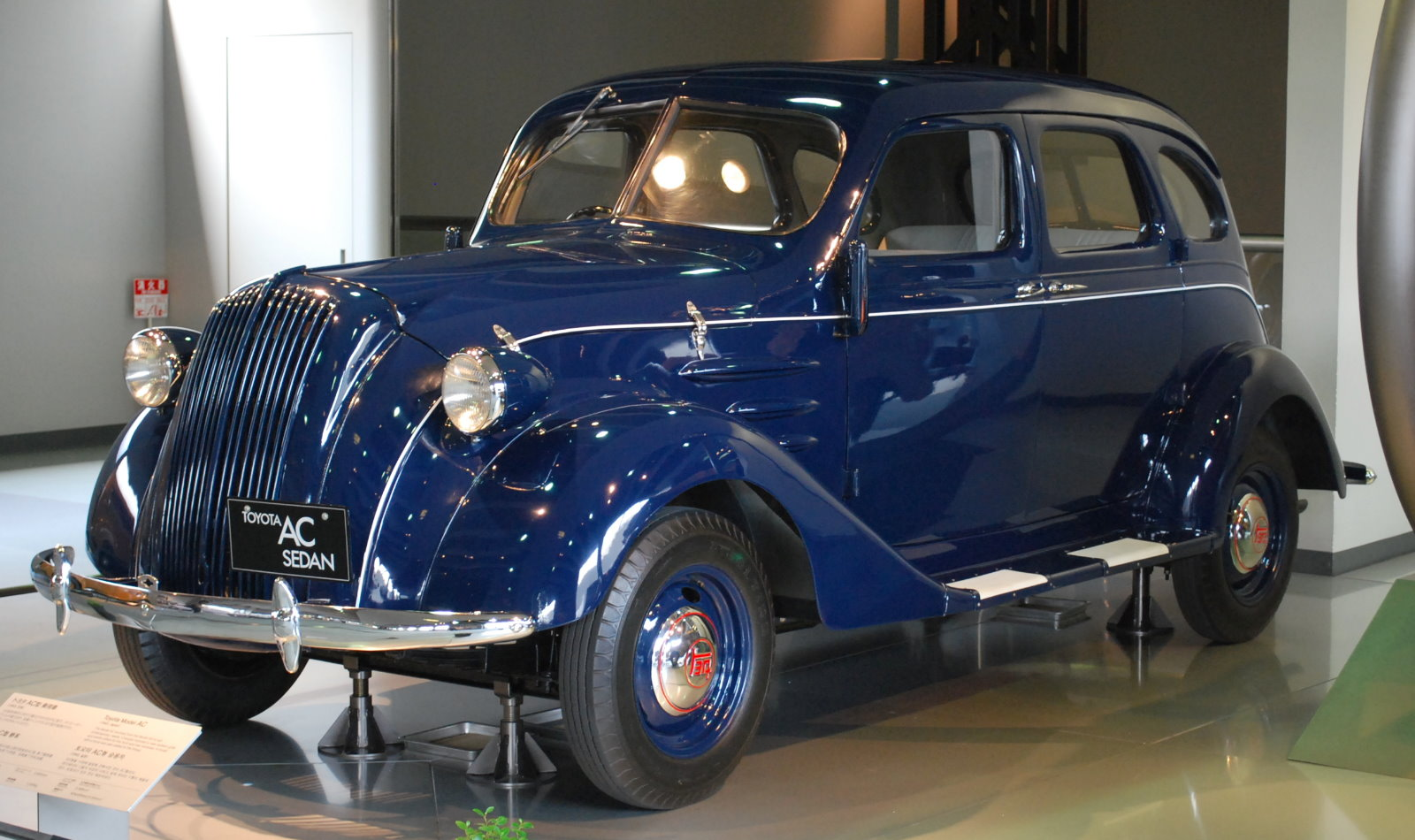
Toyota AA 1943–1948

Az AC a harmadik típus. A gyár 1943-tól 1948-ig készítette a modelleket.

### EA (1938)

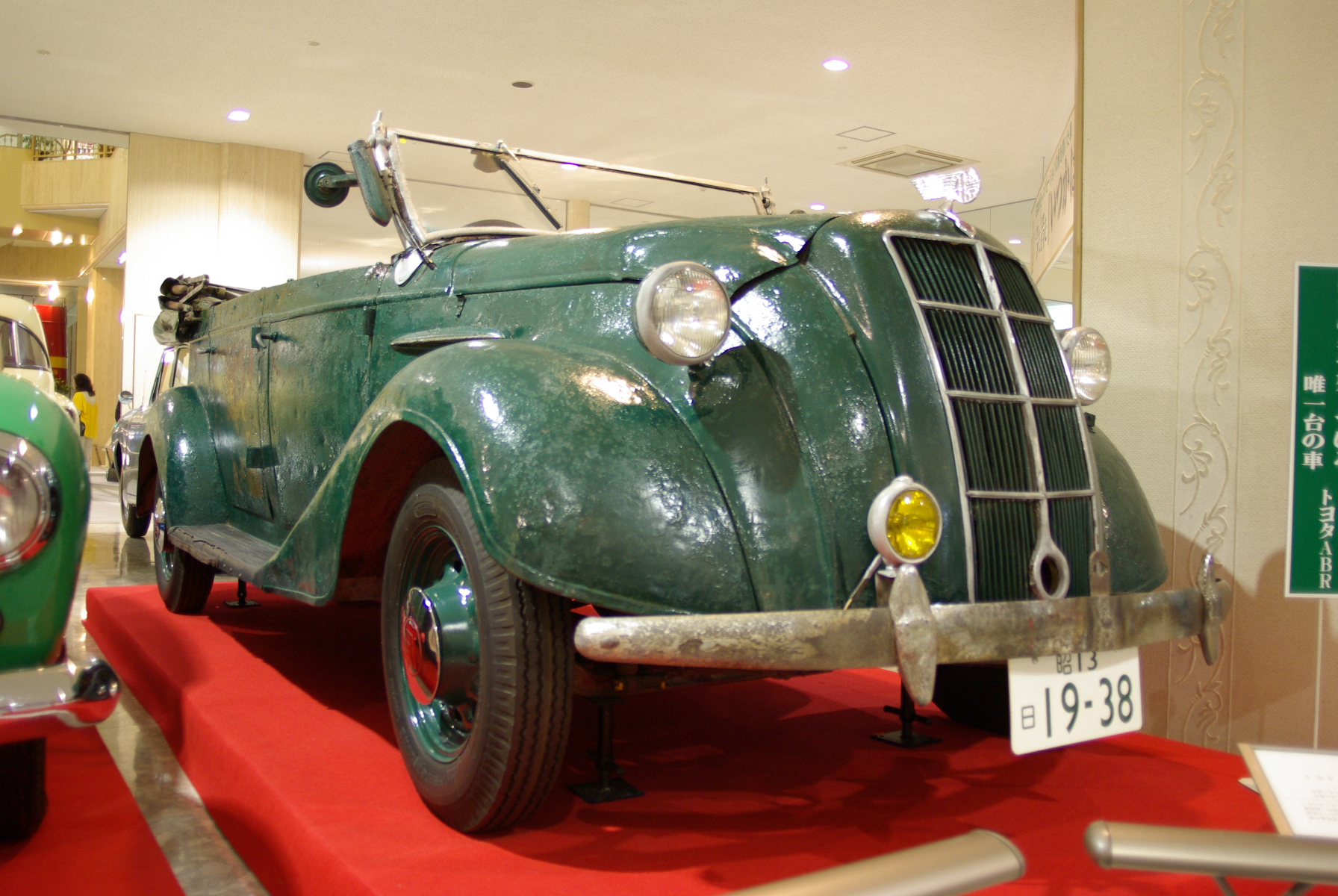
Toyota AA 1938

Az EA a negyedik típus. A gyár 1938-ban készítette a modelleket.

### AE (1941–1943)

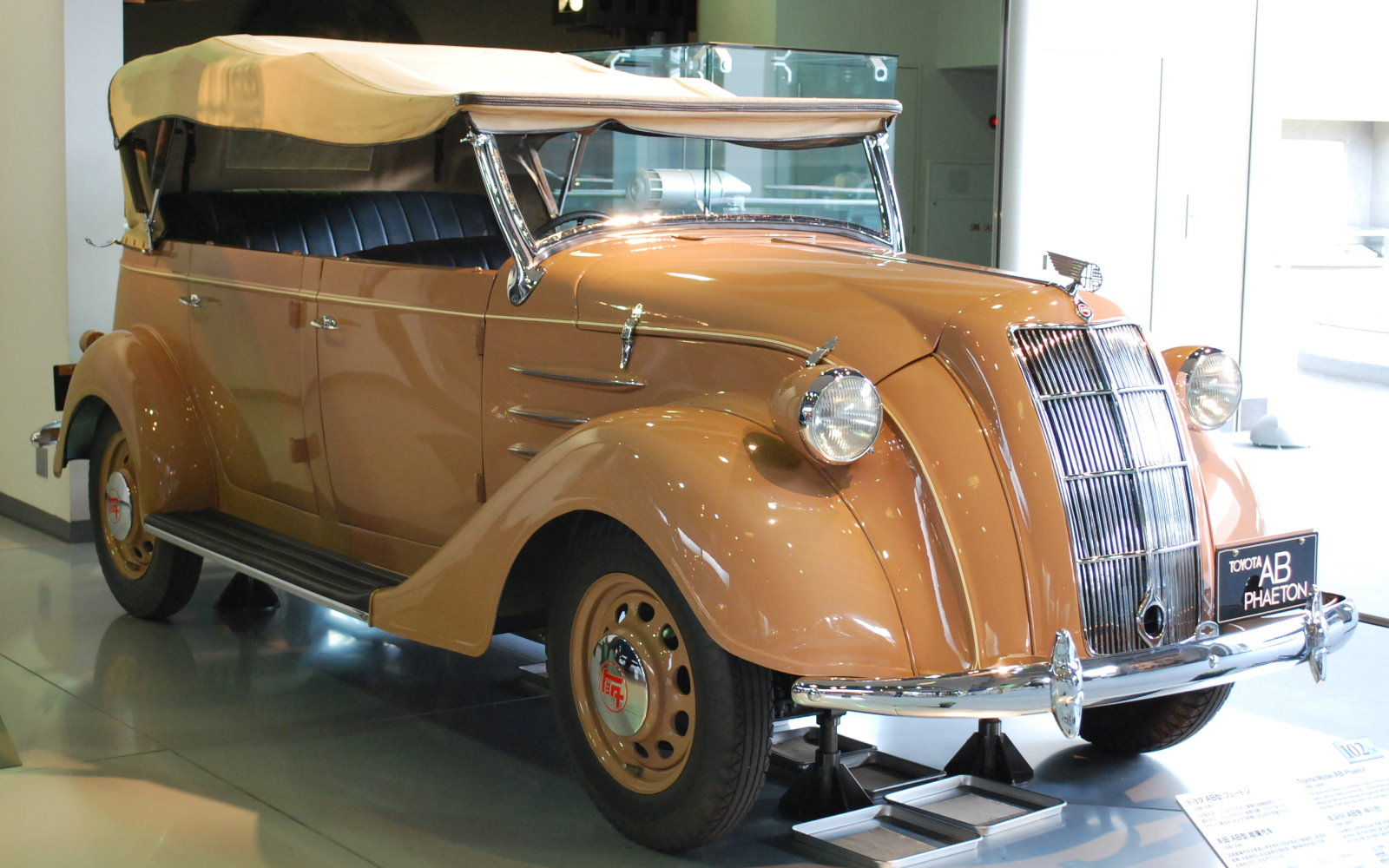
Toyota AA 1941–1943

Az AE az ötödik típus. A gyár 1941-től 1943-ig készítette a modelleket.

## Fordítás
- Ez a szócikk részben vagy egészben  a   Toyota AA című angol Wikipédia-szócikk fordításán alapul.  Az eredeti cikk szerkesztőit annak laptörténete sorolja fel. Ez a jelzés csupán a megfogalmazás eredetét és a szerzői jogokat jelzi, nem szolgál a cikkben szereplő információk forrásmegjelöléseként.